# رنج‌روور ولار
لندروور رنج‌روور ولار (به انگلیسی: Land Rover Range Rover Velar) (به‌طور کلی به‌عنوان رنج‌روور ولار شناخته می‌شود) (/ˈvɛlər/) یک خودروی شاسی‌بلند متقاطع است که توسط شرکت خودروسازی بریتانیایی جگوار لندرور تحت برند لندروور تولید می‌شود. چهارمین مدل در خط رنج‌روور، ولار در ۱ مارس ۲۰۱۷ در لندن، انگلستان رونمایی شد. ولار در تابستان ۲۰۱۷ عرضه شد. نام ولار قبلاً برای یک سری از رنج‌روورهای نسل اول پیش تولید در سال ۱۹۶۹ استفاده شده بود.

## طراحی

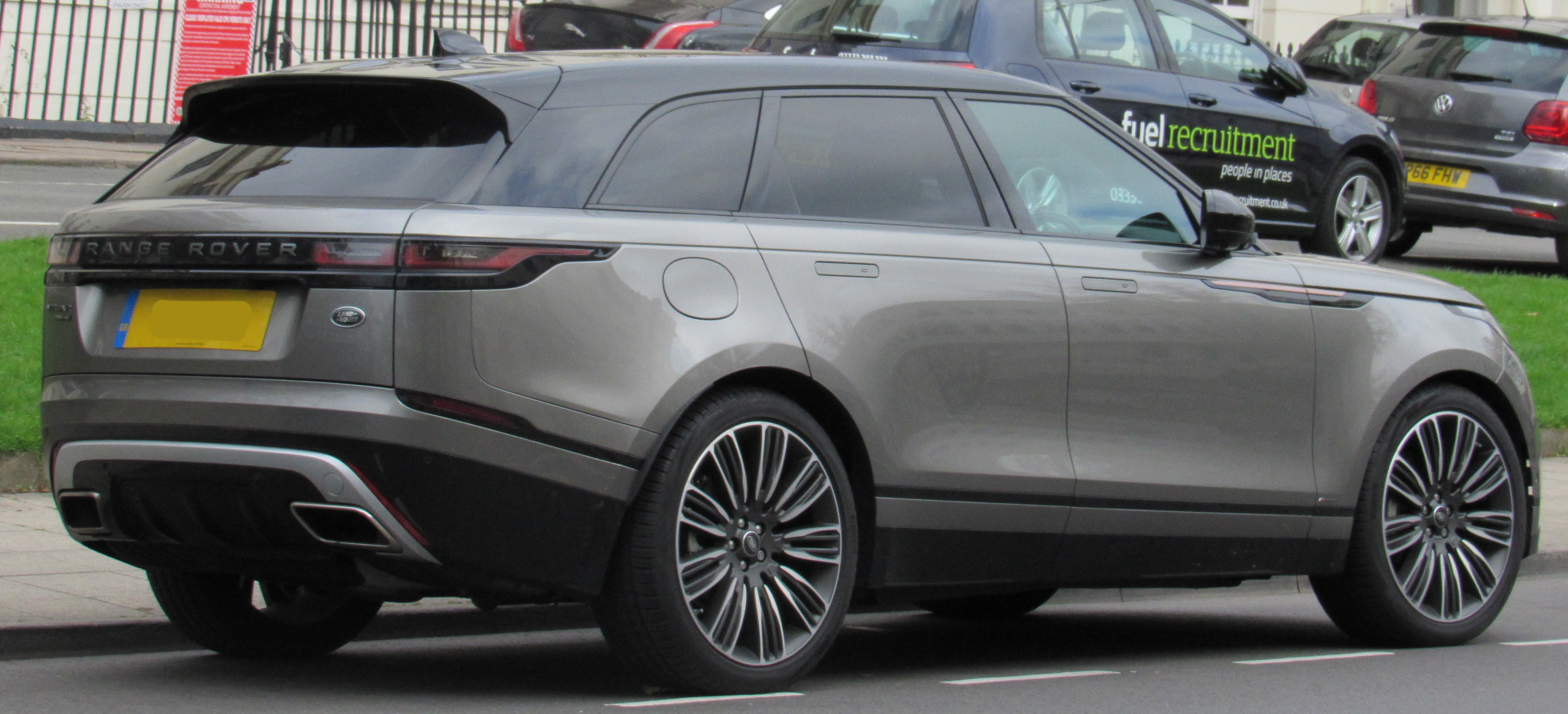
رنج‌روور ولار فرست ادیشن دی۳ ۲۰۱۷

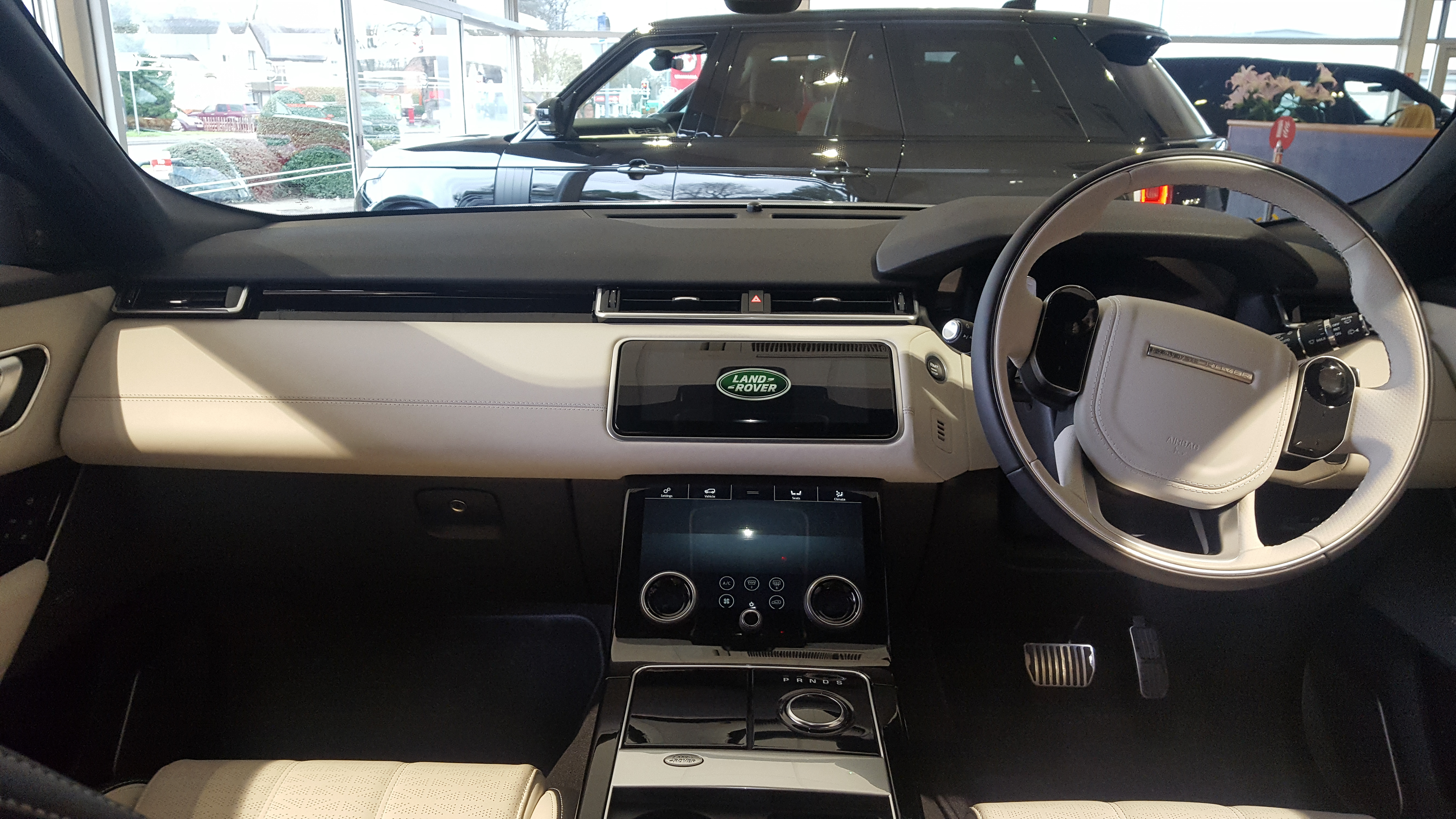
داخل

رنج‌روور ولار زبان طراحی جدیدی را برای لندرور به ارمغان می‌آورد که متأثر از زبان طراحی قبلی لندروور است که با ایواک شروع شد و اخیراً در رنج‌روور اسپورت استفاده شد. زبان طراحی جدید دارای خطوط صاف‌تری بر روی بدنه است و بر اسپورت بودن و توانایی در جاده تأکید دارد، اما مهم‌تر از آن، زبان طراحی داخلی جدید است که با ولار شروع می‌شود، که بعداً به سایر مدل‌های رنج‌روور گسترش خواهد یافت. فضای داخلی ولار متأثر از آی-پیس ۲۰۱۸ است و دارای ۳ صفحه نمایش لمسی است که اکثر ویژگی‌های داخلی ولار را کنترل می‌کند. کابین خودروی ولار بیشتر بر روی راننده متمرکز شده‌است و موقعیت صندلی پایین‌تر از هر لندروور قبلی است، زیرا اسپورت بودن و عملکرد در جاده اولویت‌های اصلی هستند.

## راه‌اندازی
رنج‌روور ولار برای اولین بار به‌طور رسمی در مجموعه‌ای از عکس‌های تیزر در ۲۲ فوریه ۲۰۱۷ معرفی شد و در رویدادی در موزه طراحی لندن در ۱ مارس ۲۰۱۷ رونمایی شد. معرفی رسمی در نمایشگاه خودروی ژنو در ۷ مارس ۲۰۱۷ همراه با آن بود. پس از مدت کوتاهی برای سفارش در دسترس قرار گرفت و اولین تحویل آن به نمایندگی‌ها در تابستان ۲۰۱۷ انجام شد.

## مشخصات فنی

### سکو
رنج‌روور ولار که بر روی سکوی جگوار لندرور iQ[AI] (D7a) ساخته شده‌است، تعدادی از اجزای مشترک با مدل‌های جگوار اف-پیس، ایکس‌اف و ایکس‌ئی دارد، به‌ویژه سکوی آلومینیومی و فاصله بین دو محور ۲٬۸۷۴ میلیمتر (۱۱۳٫۱ اینچ). ولار در همان کارخانه در Solihull ساخته شده‌است. با این حال، رنج‌روور ۷۲ میلیمتر (۲٫۸ اینچ) طولانی‌تر از اف-پیس است.

### ظرفیت بکسل
ظرفیت بکسل برای ۲٬۵۰۰ کیلوگرم (۵٬۵۰۰ پوند) است که به‌طور قابل توجهی کمتر از یک رنج‌روور استاندارد است.

### پیشرانه‌ها
رنج‌روور ولار مانند پلتفرم‌های خود، از سری موتورهای چهار سیلندر دیزلی و بنزینی جگوار لندرور به‌علاوه موتورهای شش سیلندر JLR از سری Ingenium جگوار لندرور استفاده می‌کند. همه موتورهای ۴ سیلندر با جعبه‌دنده ۸ سرعته خودکار ZF (8HP45) جفت می‌شوند، در حالی‌که همه موتورهای ۶ سیلندر با جعبه‌دنده ۸ سرعته خودکار ZF (8HP70) جفت می‌شوند.